# Stéphane Leneuf
Stéphane Leneuf est un journaliste, rédacteur en chef à France Inter spécialiste des questions politiques, économiques et européennes.

## Biographie
Titulaire d’un DESS de droit international et fiscal de l'Université de Dijon, Stéphane Leneuf entre à Radio France en 1990.
Il est alors tour à tour journaliste à Toulouse, Rennes, Perpignan, puis à Radio France Creuse de 1990 à 1992 où il présente les éditions matinales.
De 1992 à 1997, Stéphane Leneuf est le correspondant de Radio France au Parlement européen de Strasbourg, chargé des affaires européennes. Il présente alors la chronique L’Europe au quotidien sur France Info.
En 1997, Stéphane Leneuf rejoint en tant que grand reporter le service économique de la rédaction de France Inter. À partir de 1999, il présente Le Journal de l’économie chaque matin à l'antenne de la station publique dans la matinale de Stéphane Paoli.
Stéphane Leneuf devient le chef du service économique et social en janvier 2002, fonction qu'il exerce jusqu'en 2008.
En février 2008, Stéphane Leneuf devient rédacteur en chef adjoint et présentateur remplaçant aux éditions et aux émissions de la rédaction telles que Le téléphone sonne ou bien Carrefour de l'économie.
Par ailleurs, il présente une fois par mois depuis septembre 2009 une émission spéciale du Téléphone sonne, Question pour l'Europe, en direct du Parlement européen.
De septembre 2010 à février 2011, Stéphane Leneuf propose la chronique hebdomadaire Question d'Europe chaque vendredi dans le 6/7 d'Audrey Pulvar.
Continuant la présentation de Question pour l'Europe, Stéphane Leneuf rejoint en février 2011 le service politique de la rédaction de France Inter et suit notamment les campagnes de François Bayrou et Éva Joly pour les élections présidentielle de 2012.
En 2015, il est nommé rédacteur en chef à la rédaction de France inter 

## Récompense
- Prix de l'Initiative Européenne remis par la Maison de l'Europe de Paris pour son émission Question pour l'Europe (juin 2010)[5]